# Evanghelia soției lui Iisus

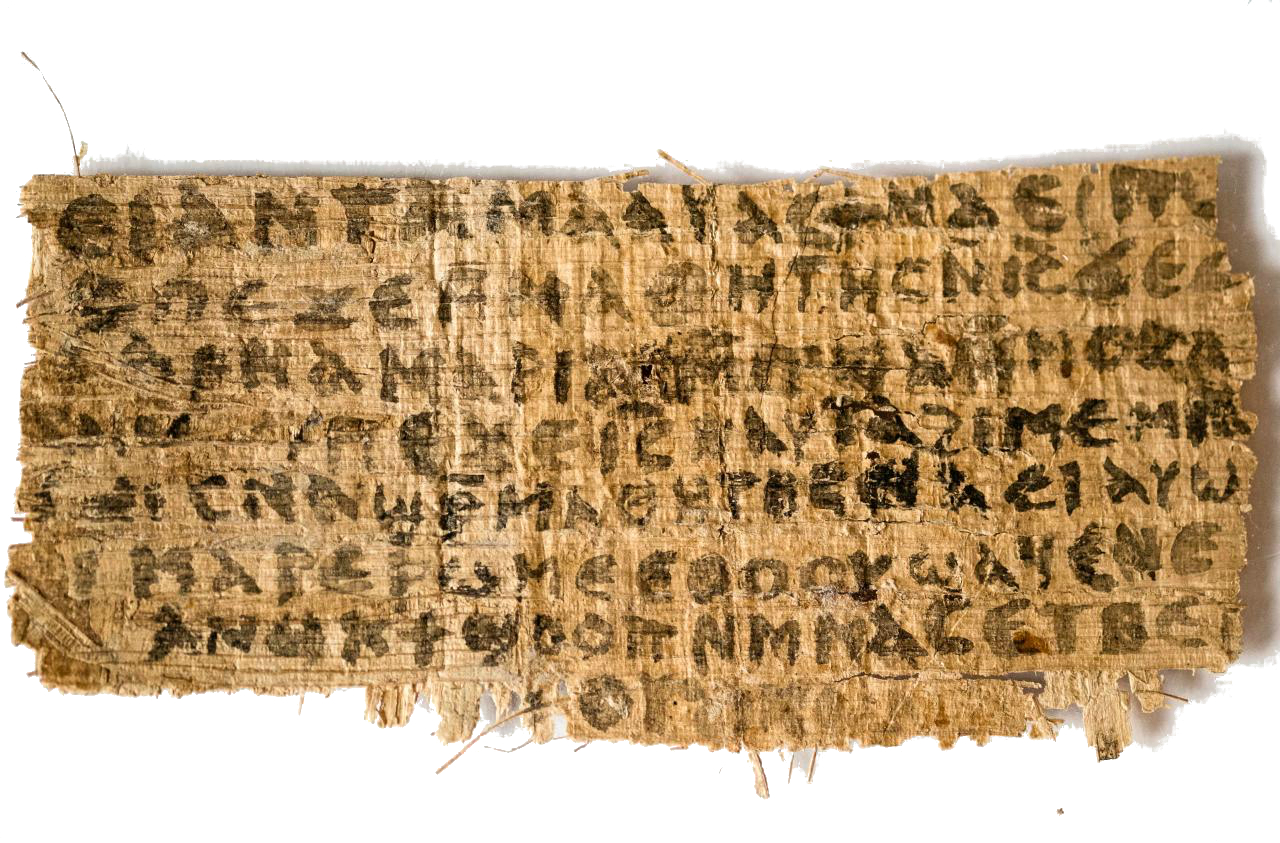
Fragmentul de papirus denumit Evanghelia soției lui Iisus

Evanghelia după soția lui Iisus  este numele de cod dat unui mic fragment (de 4-8 cm) de papirus (scris de mână) datând din secolul al IV-lea care conține textul necunoscut anterior al unei povestiri apocrife din Noul Testament.
Acest papirus  conține cuvintele „Iisus le-a spus lor, soția mea”.
Se presupune că acest papirus ar fi o traducere a unui text anterior original în limba greacă probabil de la sfârșitul secolului al II-lea; având o afinitate cu unele evanghelii apocrife ale acestei perioade (Evanghelia după Toma, Evanghelia după Maria și Evanghelia după Filip).
Nimic nu a fost publicat despre proveniența fragmentului de papirus înainte de 1982, care se întâmplă să fie anul în care autoritățile egiptene au adoptat Legea cu privire la protecția antichităților - care reglementează strict proprietatea, deținerea, comerțul și scoaterea din Egipt a antichităților.  Nu se știe când a fost descoperit papirusul; prima mențiune despre acesta datează de la începutul anilor 1980, când profesorul Gerhard Fecht de la Universitatea Liberă din Berlin  l-a identificat ca fiind un fragment din secolul 2-4 al Evangheliei după Ioan, în limba coptă și a dat recomandări privind conservarea sa.  În prezent, fragmentul este într-o colecție privată fiind achiziționat în anul 1997 de către proprietarul său actual (care dorește să rămână anonim).